# Juan Manuel Reol
Juan Manuel Reol Tejada (Burgos, 26 de agosto de 1933-Madrid, 9 de septiembre de 2008) farmacéutico, científico y político de España.

## Trayectoria
Doctorado en Farmacia, obtuvo el premio extraordinario en la licenciatura. Diplomado en Sanidad, pronto ingresó en el Cuerpo Farmacéutico de Sanidad Nacional donde desarrolló buena parte de su actividad profesional, destacando sus investigaciones en la farmacopea moderna.
En las elecciones de 13 de noviembre de 1966 fue elegido concejal del Ayuntamiento de Burgos por el Tercio de entidades junto a María Eugenia Yagüe y Martínez del Campo y Vicente Sebastián García.
Primero como subdirector general de Farmacia del entonces Ministerio de Sanidad, fue el primer director general de Farmacia en el Gobierno de la Unión del Centro Democrático durante la legislatura constituyente. Previamente había participado como candidato al Congreso de los Diputados encabezando la lista de la UCD por la Burgos, obteniendo el escaño que repetiría posteriormente en 1979. Durante el tiempo que permaneció en el Congreso, fue miembro de la Comisión Constitucional, de la de Sanidad y de la de Administración Territorial.
Iniciado el proceso preautonómico, fue elegido presidente del Consejo General de Castilla y León en 1978, cargo que ocupó hasta marzo de 1980, cuando dimitió para hacerse cargo de la secretaría de Política Territorial de su partido, mes y medio antes de concluir el proceso autonómico. Le sustituyó José Manuel García Verdugo.
Era académico de número de la Real Academia Nacional de Farmacia, la Academia Iberoamericana de Farmacia y la Real Academia de Farmacia de Cataluña, así como presidente de la Asociación Española de Farmacéuticos de Letras y Artes (AEFLA) y consejero de la Agencia Española del Medicamento. También fue secretario general del Ateneo de Sevilla y miembro del Club de Roma.
Distinguido con la Medalla al Mérito Constitucional, la Gran Cruz de la Orden Civil de Sanidad y Encomienda con Placa de la Orden de Alfonso X el Sabio.